# Thomas Burnett Swann
Thomas Burnett Swann (geboren am 12. Oktober 1928 in Tampa, Florida; gestorben am 5. Mai 1976 in Winter Haven, Florida) war ein amerikanischer Fantasy-Autor, Lyriker, Anglist und Literaturkritiker. 

## Leben
Swann war der Sohn von Thomas Burnett Swann Sr. und von Margaret Swann, geborene Gaines. Er studierte zunächst an der Duke University, wo er 1950 den Bachelor mit einer Ehrenmitgliedschaft bei Phi Beta Kappa erwarb, danach an der University of Tennessee, wo 1955 mit dem Master abschloss. 1960 promovierte er an der University of Florida. Von 1950 bis 1954 diente er im Koreakrieg in der US Navy. Während dieser Zeit erschien ein erster Gedichtband (Driftwood, 1952). Von 1960 bis 1969 unterrichtete er Englisch am Florida Southern College in Lakeland, am Wesleyan College in Macon, Georgia und an der Florida Atlantic University in Boca Raton. Ab 1969 widmete er sich hauptberuflich dem Schreiben.
Seine erste Erzählung Winged Victory veröffentlichte Swann 1958 in dem amerikanischen Magazin Fantasy Universe. Der Debütroman Day of the Minotaur, zugleich sein bekanntester, erschien 1966 und war der erste Band seiner Minotaurus-Trilogie, in der Swann den Mythos des kretischen Minotaurus adaptiert und umgestaltet. Diese wie auch seine anderen Werke sind in einem konsistenten mythischem Universum angesiedelt, das von den Gegensätzen zwischen weiblichem und männlichem Prinzip bzw. zwischen den Geschöpfen einer mythischen (Tier-)Welt (Satyre, Dryaden, aber auch Ungeheuer wie dem Minotaurus) und der Menschenwelt geprägt ist. Dabei wird durchgängig das Wirken des weiblichen Prinzips bzw. die Welt der mythischen Wesen positiv dargestellt, die Welt der Männer dagegen drückt sich in Machtwillen, Eroberungslust und Bereitschaft zur Unterdrückung jeglicher Abweichung aus, insbesondere die Unterdrückung einer in heidnischer Freiheit und Unschuld geübten Sexualität durch das aufsteigende Christentum.
Die mythische Welt ist letztlich zum Untergang verurteilt, das Bedauern und die in poetischen Farben gemalten Herbstbilder einer dahin schwindenden heidnischen Welt bestimmen den Grundton von Swanns Werken. Nur in dem im Alten Ägypten angesiedelte Roman The Minikins of Yam (1976, deutsch als Die tanzenden Zwerge von Yam) kann der Vertreter der Göttin Isis noch einmal über die Anhänger des vernünftigen Ra triumphieren, in den in der mythischen Chronologie späteren Epochen gelingt das nicht mehr. Das gilt für das mythische Kreta der Minotaurus-Trilogie, ebenso für die legendären Anfänge Roms, die den Hintergrund der Latium-Trilogie bildet. Eine Seitenlinie bilden die Romane, in denen Swann biblische Mythologie verarbeitet, hierzu gehören die beiden späten Romane How Are the Mighty Fallen (1974), in denen die Beziehung von David und Jonatan als homosexuell geprägt dargestellt wird, und The Gods Abide. In beiden verkörpert sich der genannte Gegensatz in der Göttin Ashtoreth einer- und dem biblischen Jahwe andererseits.
Die Verdunkelung setzt sich fort in Wolfwinter (1972) und The Weirwoods (1967) und vollendet sich schließlich unter dem Zeichen des Kreuzes in The Tournament of Thorns (1976), Will-o-the-Wisp (1976), The Not-World (1975) und The Goat without Horns (1971).
1973 wurde Swann mit dem Phoenix Award für sein Lebenswerk ausgezeichnet. Seine Werke wurden dreimal für den Hugo Award, fünfmal für den Locus Award und dreimal für den Mythopoeic Award nominiert. 2000 wurde sein Roman How Are the Mighty Fallen für die Hall of Fame des Gaylactic Spectrum Award nominiert.
Die Einordnung von Swanns Werk als Fantasy wird deren Inhalt nur bedingt gerecht, sie lassen sich eher als literarisch ambitionierte Mythographie einordnen, die unterlegt ist von einer entschiedenen Ablehnung der Grundlagen der westlichen Welt, vor allem des Christentums, die sich vielfach als eine mit Melancholie unterlegte Polemik gestaltet. Diese Aspekte könnten mit dafür verantwortlich sein, dass Swanns Werke zwar in ihrer Zeit durchaus positiv aufgenommen wurden, heute aber weitgehend vergessen sind. Zudem kommt, dass seine späteren Werke als schwächer eingeschätzt werden, so etwa von John Clute.
Neben seinen literarischen Arbeiten verfasste Swann auch mehrere literaturgeschichtliche und -kritische Studien, darunter Biographien des Dichters Charles Hamilton Sorley, der viktorianischen Dichterin Christina Rossetti und der Schriftstellerin Hilda Doolittle, besser bekannt als H. D.
1976 starb Swann im Alter von 47 Jahren im Haus seiner Eltern an Krebs. Einige zum Zeitpunkt seines Todes unvollendete oder nur teilweise veröffentlichte Werke erschienen postum, darunter der dritte Teil der Latium-Trilogie und der Roman The Gods Abide.

## Bibliographie
Sind bei den Originalausgaben zwei Erscheinungsjahre angegeben, so ist das erste das des Erstdrucks und das zweite das der Erstausgabe (als Buch).
Minotaurus-Trilogie
Die Reihenfolge der inneren Chronologie ist 3, 2, 1.
- 1 Day of the Minotaur (1966, auch als The Blue Monkeys, 1964)
  - Deutsch: Die Stunde des Minotauren. Übersetzt von Lore Strassl. Pabel (Terra Fantasy #44), 1978.
- 2 The Forest of Forever (1971)
  - Deutsch: Der letzte Minotaur. Übersetzt von Lore Strassl. Pabel (Terra Fantasy #34), 1977.
- 3 Cry Silver Bells (1977)
  - Deutsch: Der letzte Minotaurus. Übersetzt von Tony Westermayr. Goldmann Science Fiction #23356, 1980, ISBN 3-442-23356-9.
- The Minotaur Trilogy (1996,  Sammelausgabe von 1–3)

Deutsche Sammelausgabe: Minotaurus. Übersetzt von Lore Strassl. Moewig Science Fiction #3837, 1988, ISBN 3-8118-3837-7 (Sammelausgabe von 1 und 2).
Latium-Trilogie
- 1 Queens Walk in the Dusk (1977)
- 2 Green Phoenix (1972)
  - Deutsch: Der grüne Phönix. Übersetzt von Tony Westermayr. Goldmann Science Fiction #23290, 1978, ISBN 3-442-23290-2.
- 3 Lady of the Bees (1976)
  - Deutsch: Die Bienenkönigin. Übersetzt von Tony Westermayr. Goldmann Science Fiction #23304, 1979, ISBN 3-442-23304-6.
- Where Is the Bird of Fire? (1962, Kurzgeschichte, erweitert zu Lady of the Bees, 1976)
  - Deutsch: Der Feuervogel. In: Der Feuervogel. Pabel (Terra Fantasy #57), 1979.
- Love Is a Dragonfly (1972, Novelle, als Teil 1 in Green Phoenix integriert)

Romane
- The Weirwoods (1965, 1967)
- Moondust (1968)
- The Goat Without Horns (1970, 1971)
  - Deutsch: Prinzessin der Haie. Übersetzt von Lore Strassl. Pabel (Terra Fantasy #68), 1979.
- Wolfwinter (1972)
- How Are the Mighty Fallen (1974)
- Will-O-the-Wisp (1974, 1976)
  - Deutsch: Der goldene Riese. Übersetzt von Tony Westermayr. Goldmann Science Fiction  #23284, 1978, ISBN 3-442-23284-8.
- The Not-World (1975)
  - Deutsch: Die Nicht-Welt. Übersetzt von Tony Westermayr. Goldmann Science Fiction #23262, 1977, ISBN 3-442-23262-7.
- The Minikins of Yam (1976)
  - Deutsch: Die tanzenden Zwerge von Yam. Übersetzt von Tony Westermayr. Goldmann Science Fiction #23350, 1980, ISBN 3-442-23350-X.
- The Tournament of Thorns (1976, Fix-up, postum, integriert The Manor of Roses und The Stalking Trees)
- The Gods Abide (1976, postum)
  - Deutsch: Die heimlichen Götter. Übersetzt von Tony Westermayr. Goldmann Science Fiction #23342, 1980, ISBN 3-442-23342-9.

Sammlungen
- The Dolphin and the Deep (1968)
- Where Is the Bird of Fire? (1970)
  - Deutsch: Der Feuervogel. Übersetzt von Lore Strassl. Pabel (Terra Fantasy #57), 1979.

Deutsche Zusammenstellung:
- Zauberwälder: 3 Romane aus den Tagen, als die Welt noch voller Magie war. Goldmann Science Fiction #10079, 1987, ISBN 3-442-10079-8 (enthält: Der letzte Minotaurus, Der grüne Phönix, Die Nicht-Welt).

Kurzgeschichten
Wird bei Kurzgeschichten als Quelle nur Titel und Jahr angegeben, so findet sich die vollständige Angabe bei der entsprechenden Sammelausgabe.
- Winged Victory (1958)
- Viewpoint (1959)
- The Dryad-Tree (1960)
- The Painter (1960)
- To Trap the Unicorn (1960)
- The Sudden Wings (1962)
- The Dolphin and the Deep (1963)
- The Murex (1964)
- Vashti (1965)
  - Deutsch: Vashti. In: Der Feuervogel. 1979.
- The Manor of Roses (1966, eingearbeitet in The Tournament of Thorns, 1976)
- Bear (1970)
  - Deutsch: Bär. In: Der Feuervogel. 1979.
- A-Hunting We Will Go (1970)
- The Red Ants Revolt (1970)
- A Problem of Adjustment (1970)
- The Stalking Trees (1973, eingearbeitet in The Tournament of Thorns, 1976)
- The Night of the Unicorn (1975)
  - Deutsch: Die Nacht des Einhorns. In: Lin Carter (Hrsg.): Dämonenliebe. Pabel (Terra Fantasy #85), 1981. Auch als: Die Nacht des Einhorns. In: Erhard Ringer, Hermann Urbanek (Hrsg.): Ashtaru der Schreckliche. Heyne Science Fiction & Fantasy #3915, 1982, ISBN 3-453-30833-6.
- The Dog Days (1976)

Lyrik
- Driftwood (1952)
- Wombats and Moondust : Poems, Frolicsome and Serious (1956)
- Alas, in Lilliput (1964)
- Poems (1976)

Sachliteratur
- Wonder and Whimsy. The fantastic world of Christina Rossetti (1960)
- The Classical World of H. D. (1962)
- Ernest Dowson (1964, Twayne’s English authors series #15)
- The Ungirt runner. Charles Hamilton Sorley, Poet of World War I. (1965)
- A. A. Milne (1971, Twayne’s English authors series #113)
- The Heronie or the Horse: Leading Leadies in Republic's Films (1978)